# Gravkor

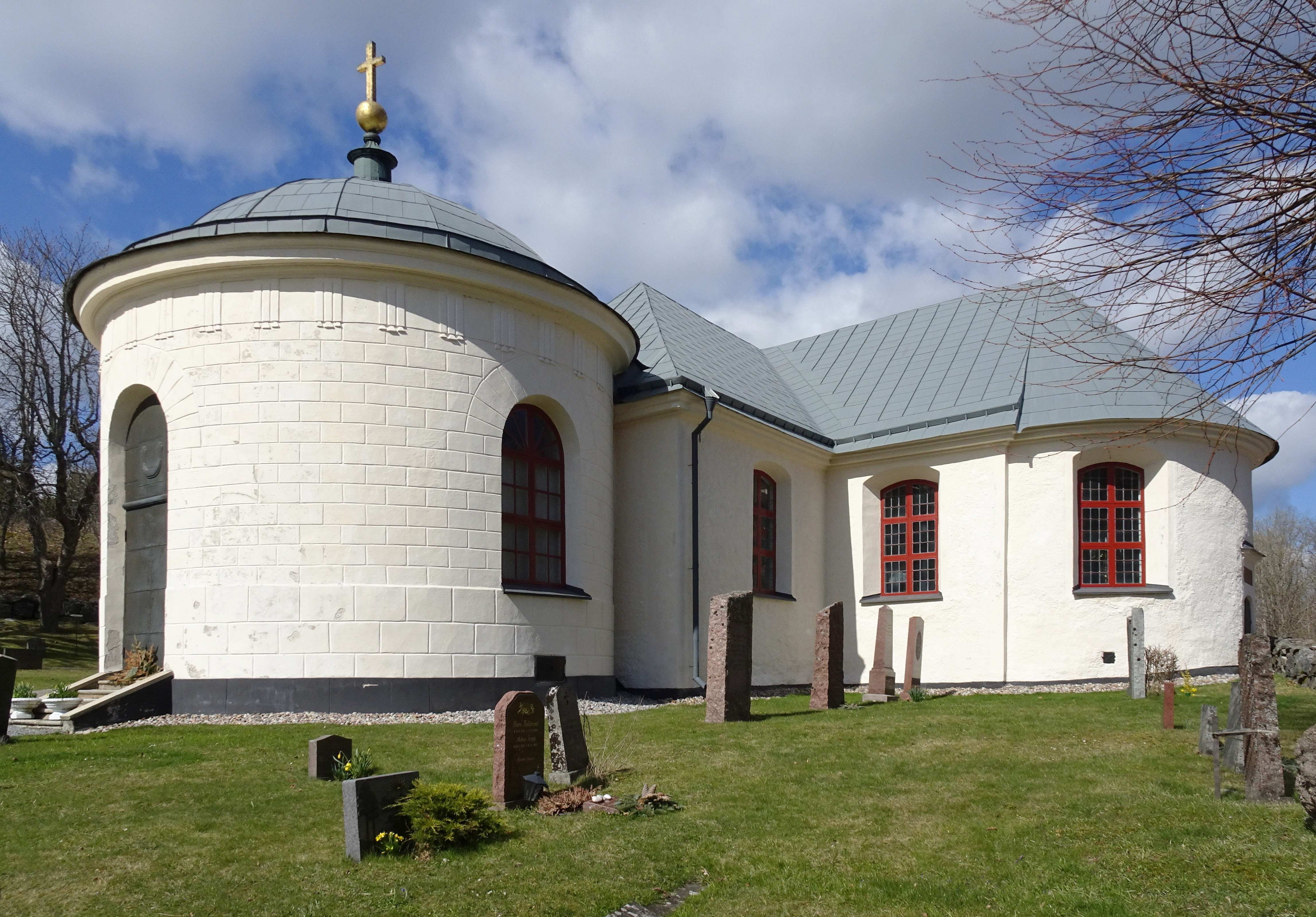
Bondeska gravkoret vid Mörkö kyrka.

Ett gravkor är en plats för begravningar av kistor, som oftast är en del av eller hopbyggd med en kyrka. Ett gravvalv är ett utrymme med valv av sten som används som begravningsplats, ofta under jord. Gravkor belägna under jord, såsom Sätuna gravkor i Björklinge kyrka samt Oxenstiernska gravvalvet i Jäders kyrka kallas därmed ofta gravvalv.
Gravkor kan finnas på och i olika delar av kyrkokroppen, ofta som utbyggnad från kyrkan kor men även utmed väggarna inne i skeppet. De har ofta ett galler som skiljer det från det öppna kyrkorummet. Gravrummet kan finnas i själva gravrummet eller under det, i vilket fall gravkoret utformas som ett rent andakts- och minnesrum. Ofta har gravkoret ett galler som skiljer det från det öppna kyrkorummet. Ofta är de avsedda för adelssläkter, och ibland för enstaka särskilt viktiga personer. Personer och släkter som haft patronatsrätt för en viss kyrka har ofta haft gravkor inne i den. .
I Sverige började gravkor att uppföras under medeltiden. Särskilt många byggdes under 1600-talet och början av 1700-talet, både som nybyggnation och som ny detalj inuti en redan existerande kyrka.
Helt fristående begravningsutrymmen för kistbegravning ovan jord, som Bondeska gravkoret vid Mörkö, brukar kallas antingen gravkor eller mausoleum. Under 2000-talet har åtminstone en anläggning för kistbegravning ovan jord byggts som man valt att istället kalla kistkolumbarium, då kistan skjuts in i en nisch bredvid många andra liksom urnor i ett kolumbarium.
Gravkammare i arkeologin är det rum där begravningar sker en stenkammargrav.

## Bilder

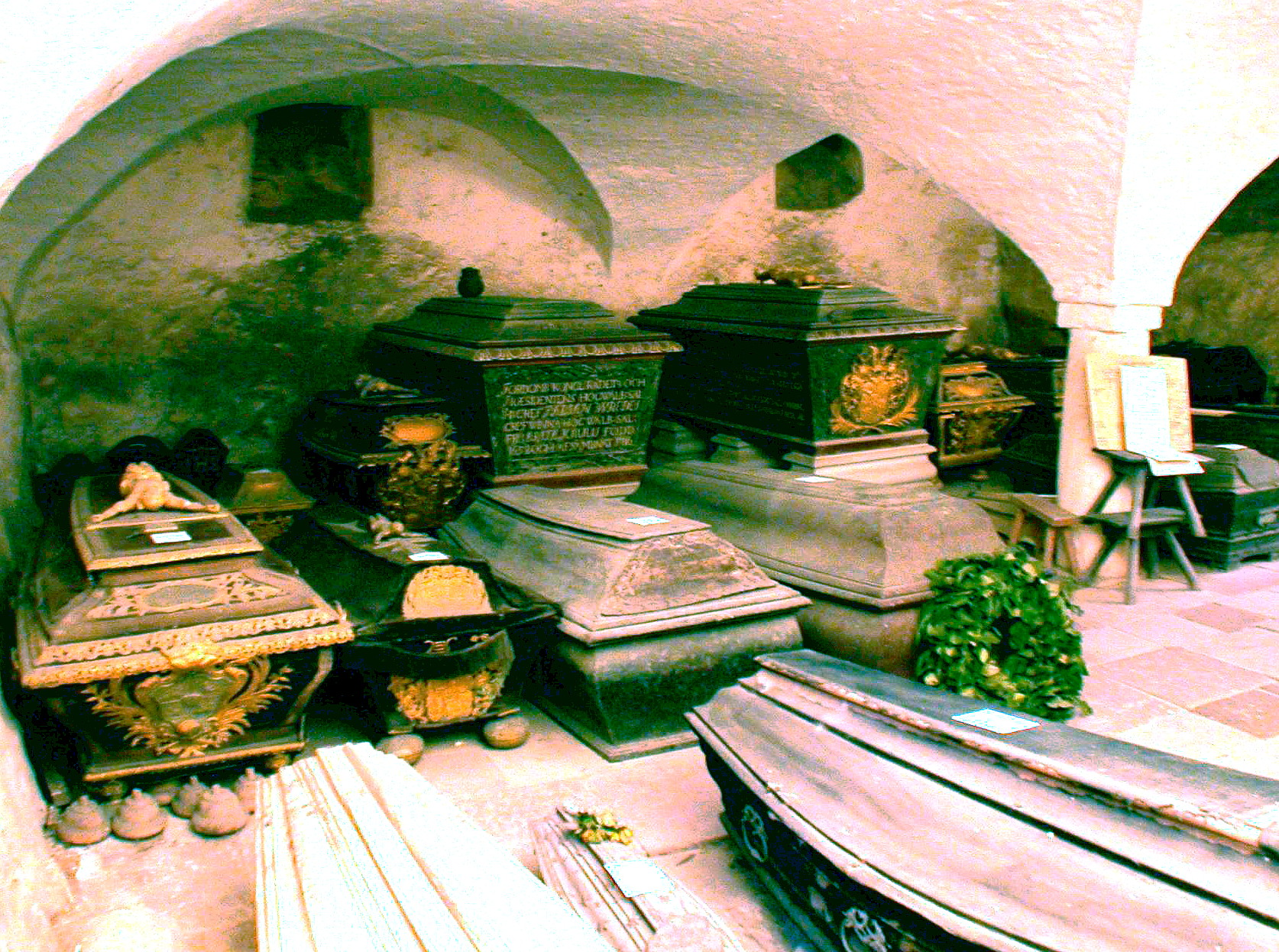
Sätuna  gravkor i Björklinge kyrka, Uppland. Avsett för kyrkans patronus-familj, Sätunasläkten.
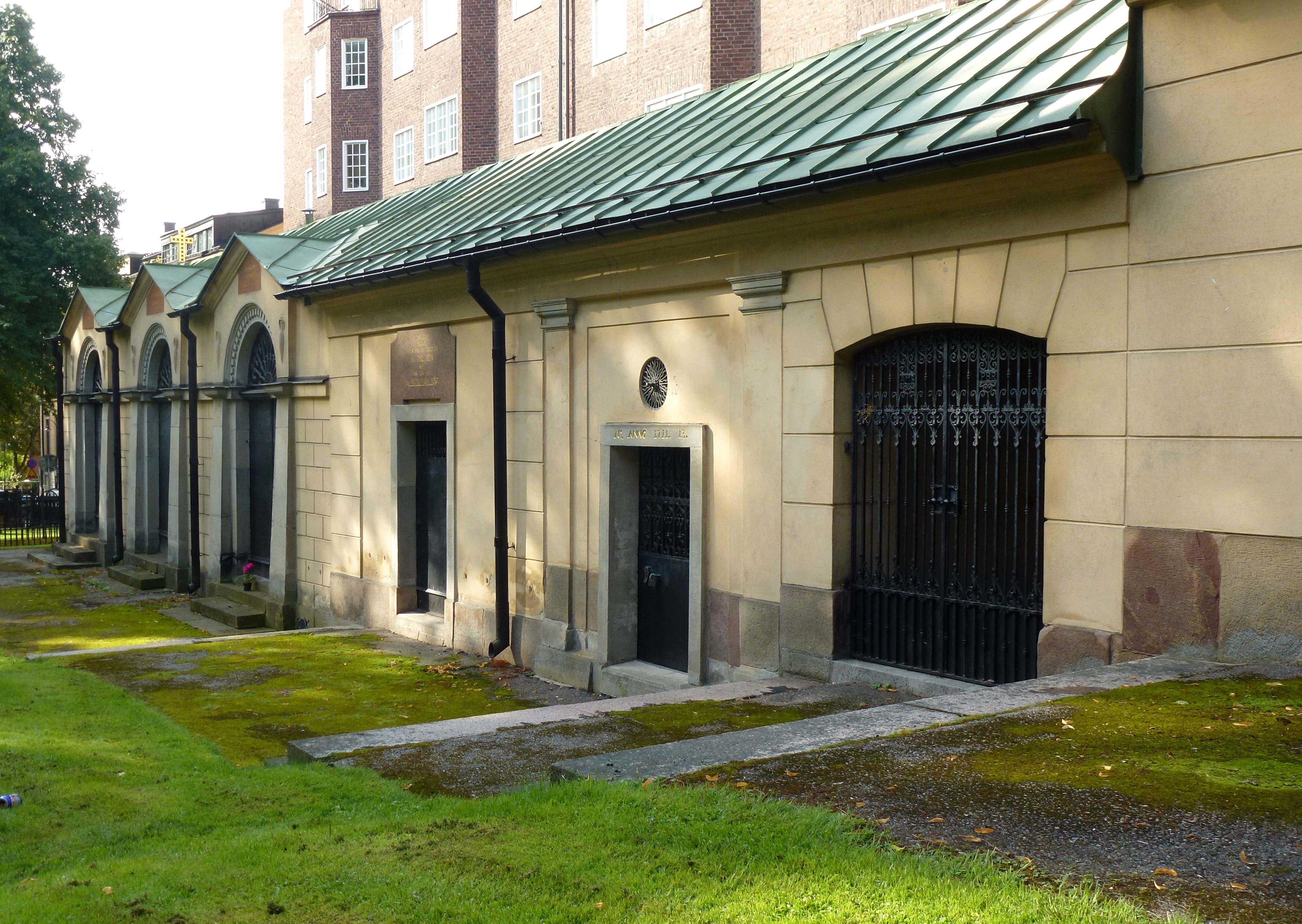
Gravkor inbyggt i muren runt Katarina kyrka, Stockholm.
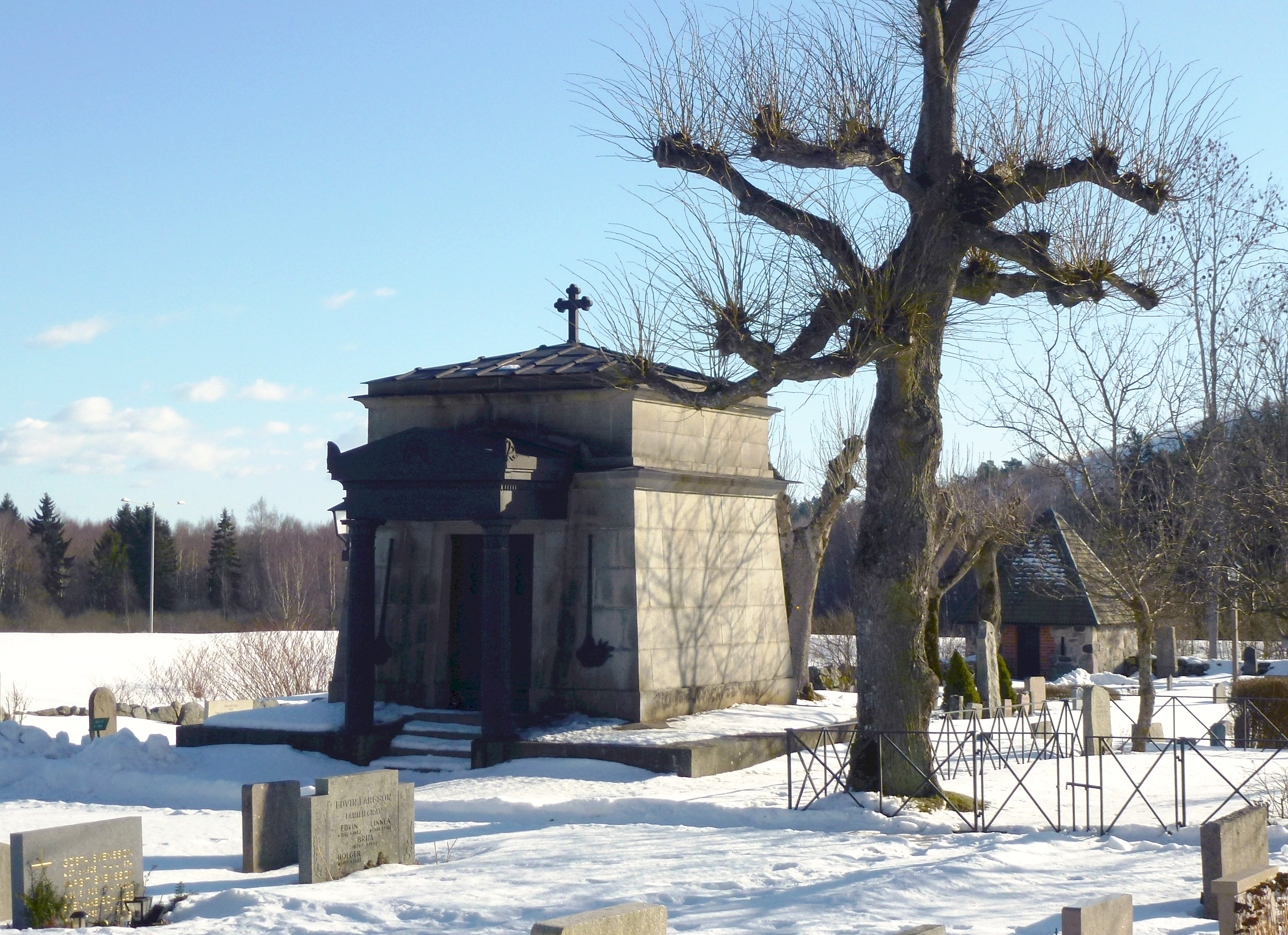
Piperska gravkoret, greve Carl Clas Pipers gravplats. 1843. Botkyrka kyrkogård.
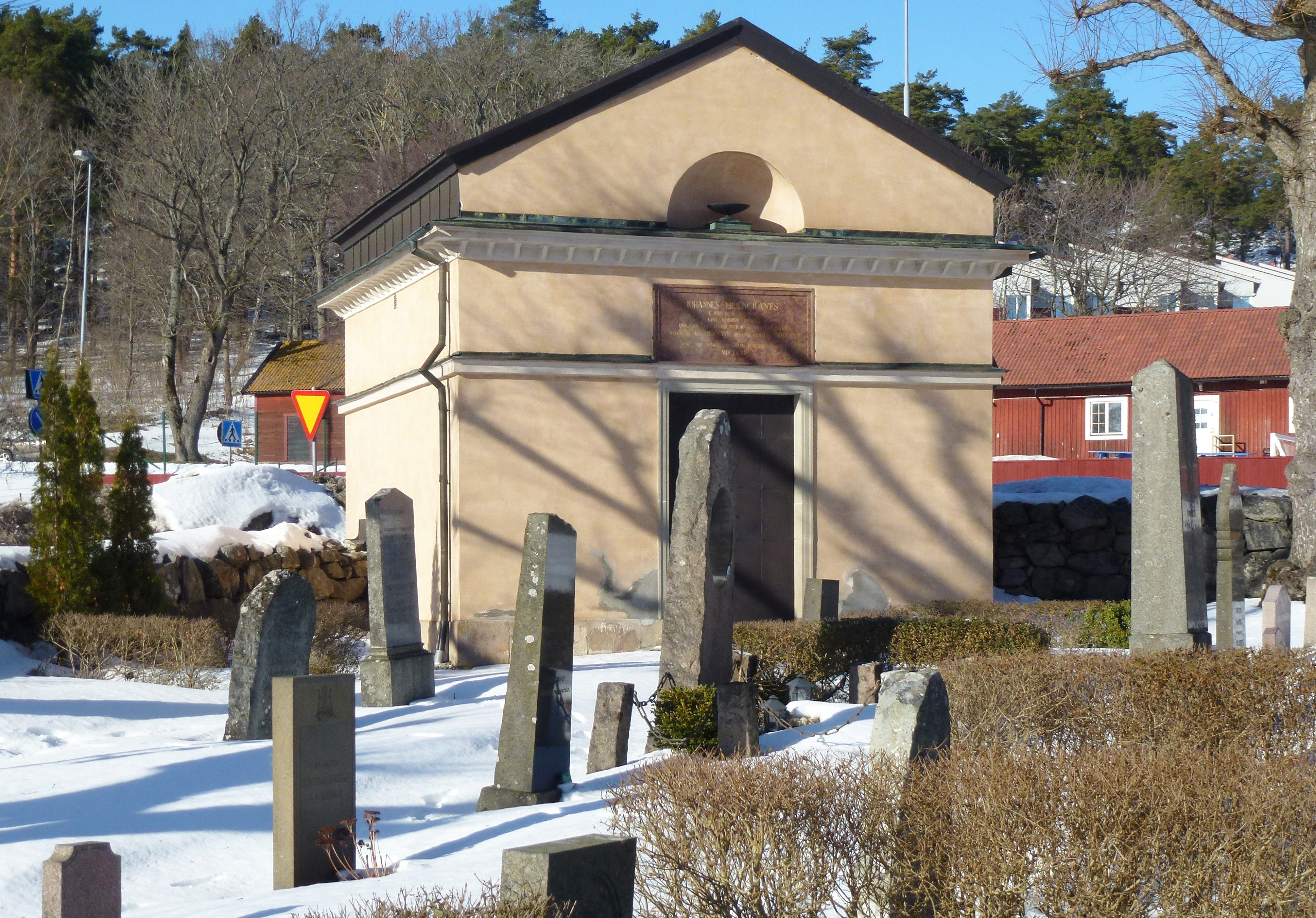
Liljencrantzska gravkoret på Botkyrka kyrkogård, byggt 1807 för greve Johan Liljencrantz och dennes ättlingar.